# زايمنت مايلوسكي
زايمنت مايلوسكي (بالبولندية: Zygmunt Milewski)‏ (3 فبراير 1934 – 31 ديسمبر 2002) هو ملاكم بولندي راحل، مثّل بلاده في الألعاب الأولمبية الصيفية 1956.

## روابط خارجية
زايمنت مايلوسكي على موقع أوليمبيديا (الإنجليزية)
- زايمنت مايلوسكي على موقع اللجنة الأولمبية البولندية (مؤرشف) (البولندية)